# Hoxhaizmus
A hoxhaizmus vagy hodzsaizmus (albánul: hoxhaizëm/hoxhaizmi) az 1970-es években, Enver Hoxha albán kommunista diktátor által kialakított antirevizionista marxi-lenini ideológia, amely erősen táplálkozott a sztálinizmusból és a maoizmusból is. Az ideológia létrejöttéhez nagyban hozzájárult a Szovjetunióban az 1953 után meghirdetett desztalinizáció, majd az Albán Munkapárt és a Kínai Kommunista Párt között 1978-tól fellépő ideológiai nézeteltérés.
A hoxhaizmus eredménye Albánia évekig tartó totális elszigeteltsége a külvilágtól és gazdaságának teljes elsorvadása, amelynek máig ható következményei vannak.
Európai és a világ más részein működő kommunista pártok ultraszélsőséges szakadár frakciói rokonszenveztek Hoxhával és igyekeztek ideológiáját a magukévá tenni, ám annyira szűkkörűek és gyengék voltak, hogy sehol nem voltak képesek nemcsak politikai hatalomra, de még kisebb mandátumokra sem szert tenni.
Napjainkban Albániában, Beninben, Bolíviában, Brazíliában, Burkina Fasóban, Chilében, Dániában, a Dominikai Köztársaságban, Elefántcsontparton, Ecuadorban, Franciaországban, Görögországban, Indiában, Iránban, Olaszországban, Kanadában, Kolumbiában, Maliban, Mexikóban, Nicagaraguában, Spanyolországban, Togóban, Tunéziában, Törökországban, Venezuelában, Nagy-Britanniában és az Egyesült Államokban működnek hoxhaista pártok. Korábban Feröeren, Izlandon, Japánban, Svédországban, Hollandiában és Portugáliában is léteztek ilyen frakciók.

## Előzmények

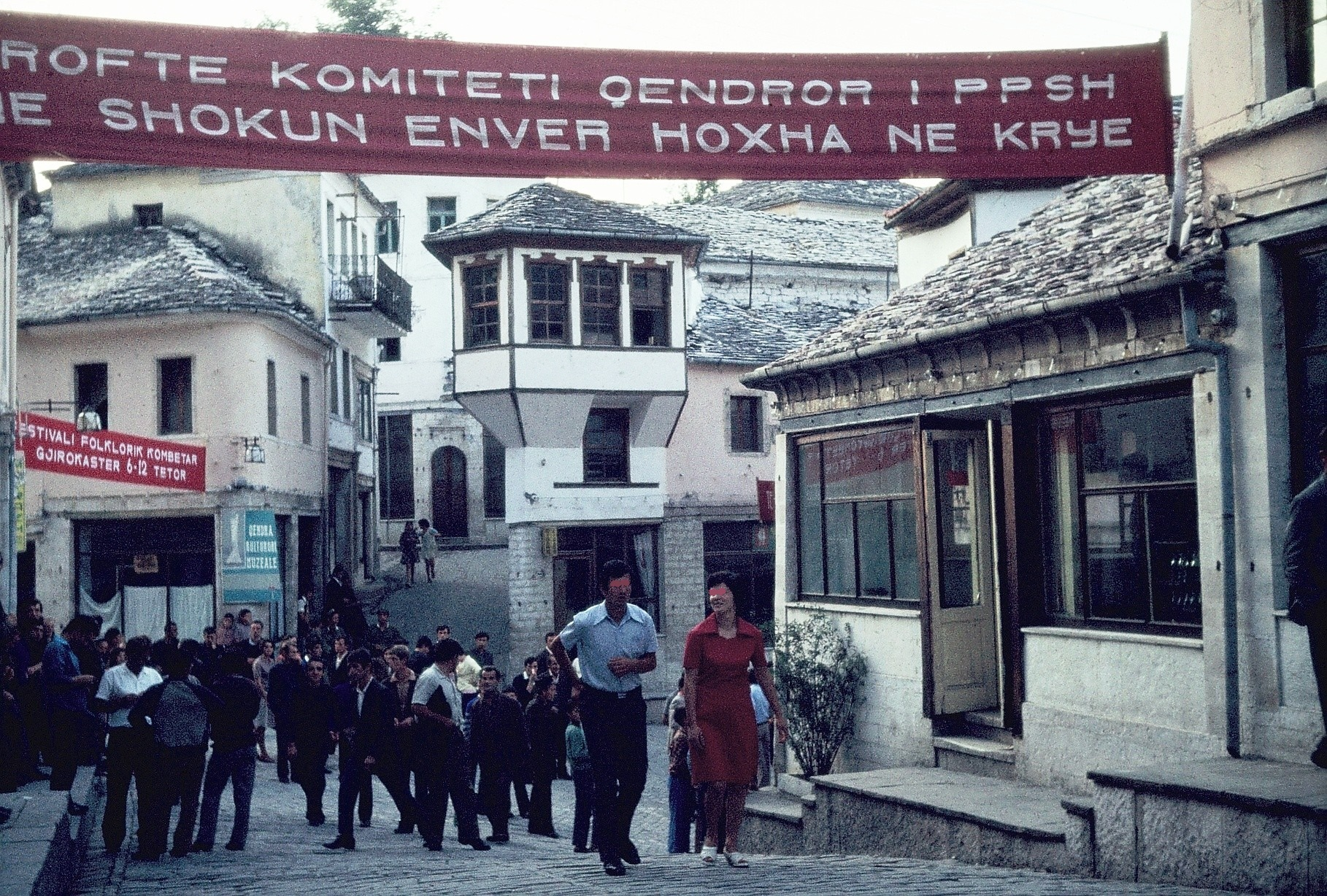
Enver Hoxha dicsőítése szülővárosában, Gjirokastrában, 1978-ban

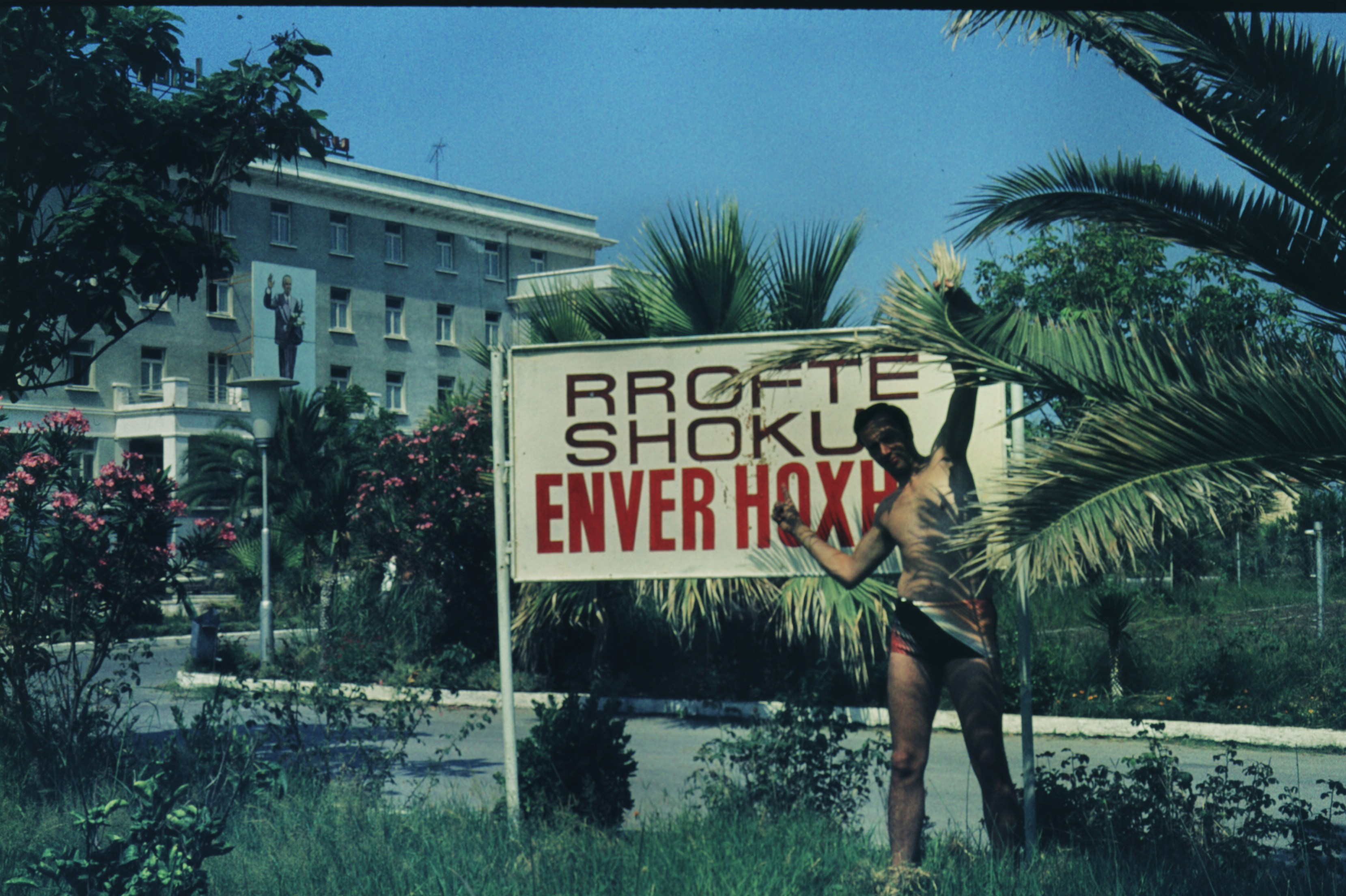
Enverről elnevezett hotel Durrësban

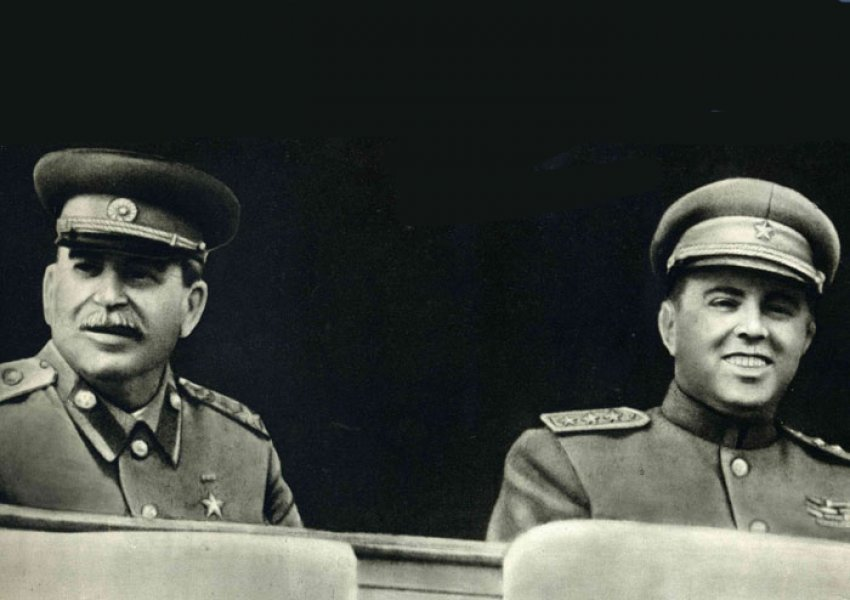
Enver és Sztálin 1950 körül Moszkvában

A hoxhaizmus gyökerei 1949-ig nyúlnak vissza, miután Josip Broz Tito jugoszláv diktátor szakított Sztálinnal és a Nyugat felé orientálódott, addig Hodzsa kitartott a sztálini irányvonal mellett és vaskézzel kezdte el irányítani Albániát, nehogy az túlzottan Tito védőszárnyai alá sodródjon. Ennek részét képezte Koçi Xoxe belügyminiszter félreállítása, akit Hoxha legfőbb riválisának tartott a párton belül.

## Ideológia
A hoxhaizmus a lehető legszigorúbban és legkövetkezetesebben törekszik követni a sztálinizmus elveit, és hevesen kritizálja a haladó kommunista eszméket, azokat gyakran antikommunizmussal vádolja.
Hoxha Albánia fő ellenségeinek az Egyesült Államokat, a különutas kommunista Jugoszláviát, a Szovjetuniót (az 1968-as prágai tavasz után) és Kínát (1978 után) tartotta, s ún. szociálimperialisták-nak nevezte őket, országa 1968-ban kilépett a Varsói Szerződésből is. A titoizmust egyenesen antimarxistának tartotta.
A hoxhaizmusra a vallásokkal szembeni teljes intolerancia volt a jellemző. Hoxha 1967-ben Albániát hivatalosan ateista országgá nyilvánította és bezáratott minden létező kegyhelyet az országban. (Bővebben: Albánia vallási élete.)
Hoxha elképzelései a latin-amerikai maoisták körében találtak nagy népszerűségre, de egyikük sem tudott hatalomra szert tenni a saját hazájában. Komolyabb eredményeket egyedül az ecuadori Népi Egység Mozgalom (Movimiento Unidad Popular) volt képes elérni, amelynek napjainkban is jelentős befolyása van az országban működő munkásszakszervezetekben.
A maga idejében Hoxha tett (bár eleve hamvába holt) lépéseket arra, hogy ezeket az általa albánbarát-nak mondott hoxhaista tömörüléseket támogassa, hisz hatalomátvételük esetén Albánia partnerekre tehet szert és kitörhetne a Szovjetunióval és Kínával történt szakítást követő nemzetközi elszigeteltségből.
A hoxhaizmus leghírhedtebb eredménye volt Albánia bunkerizációja: a diktátor százezernél is több katonai bunkert építtetett a kisméretű ország szinten minden lehetséges pontján, amelyek napjainkig csúfítják az albán tájképet. Hoxha célja az volt, hogy minden pillanatban „készenlétben tartsa” az albán népet az ellenség támadása esetén. A kiépült bunkerek a valós hadászati követelményeknek aligha feleltek meg, de megépítésük és fenntartásuk tetemes összegeket emésztett fel, hozzájárulva az albán gazdaság teljes összeomlásához és az albán társadalom lezülléséhez.
A hoxhaizmus az 1990-es években megbukott, de a diktátor elveit a mai napig életben tartja az 1991-ben létrejött új Albán Kommunista Párt. 1994-ben a hoxhaista szimpatizánsok nemzetközi konferenciát is szerveztek.

## Viták
A legtöbben a hoxhaizmust a sztálinizmus nyúlványának tekintik, ezzel szemben, főleg a hoxhaisták attól különálló ideológiának tartják, sőt annak tökéletesített formájaként határozzák meg. A hoxhai ideológiával szimpatizálók nem használják, sőt elutasítják a hoxhaizmus titulust, mivel ők ezt azonosnak tartják a marxizmus-leninizmussal.
A sztálinizmussal elsősorban erős vallásellenesége és a Hoxhát övező személyi kultusz miatt azonosítják, utóbbi a korábbi vallásokat volt hivatott felváltani Albániában 1967 után.
Amiatt is azonosítják Hoxha ideológiáját Sztálinéval, mert diktatúrájára ugyanaz a kíméletlen brutalitás, tömeges gyilkosságok, tisztogatások, üldöztetések, az igazságszolgáltatás megszüntetése, embertelen élet- és munkakörülmények, dilettantizmus vagy kollektív büntetések és egyéb retorziók (egész családok bebörtönzése, olykor pedig kivégzése egyetlen személy vélt vagy valós bűne miatt) voltak a jellemzők.
Bár a hoxhaizmus számos elemét átvette a maoizmusnak, Hoxha nem mutatta magát maoistának. Maóval ellentétben ő alapvető dolognak tartotta a forradalmi és reakciós országok közötti megosztottságot, addig Mao Ce-tung a három világ elvét (szuperhatalmak, fejlett országok és fejlődő országok) vallotta.

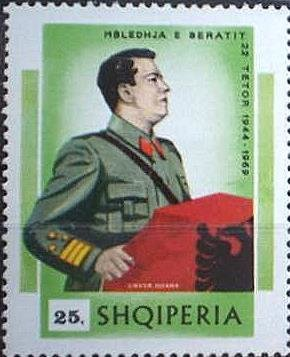
Hoxhát dicsőítő bélyeg 1969-ből
Enver és Mao 1956-ban
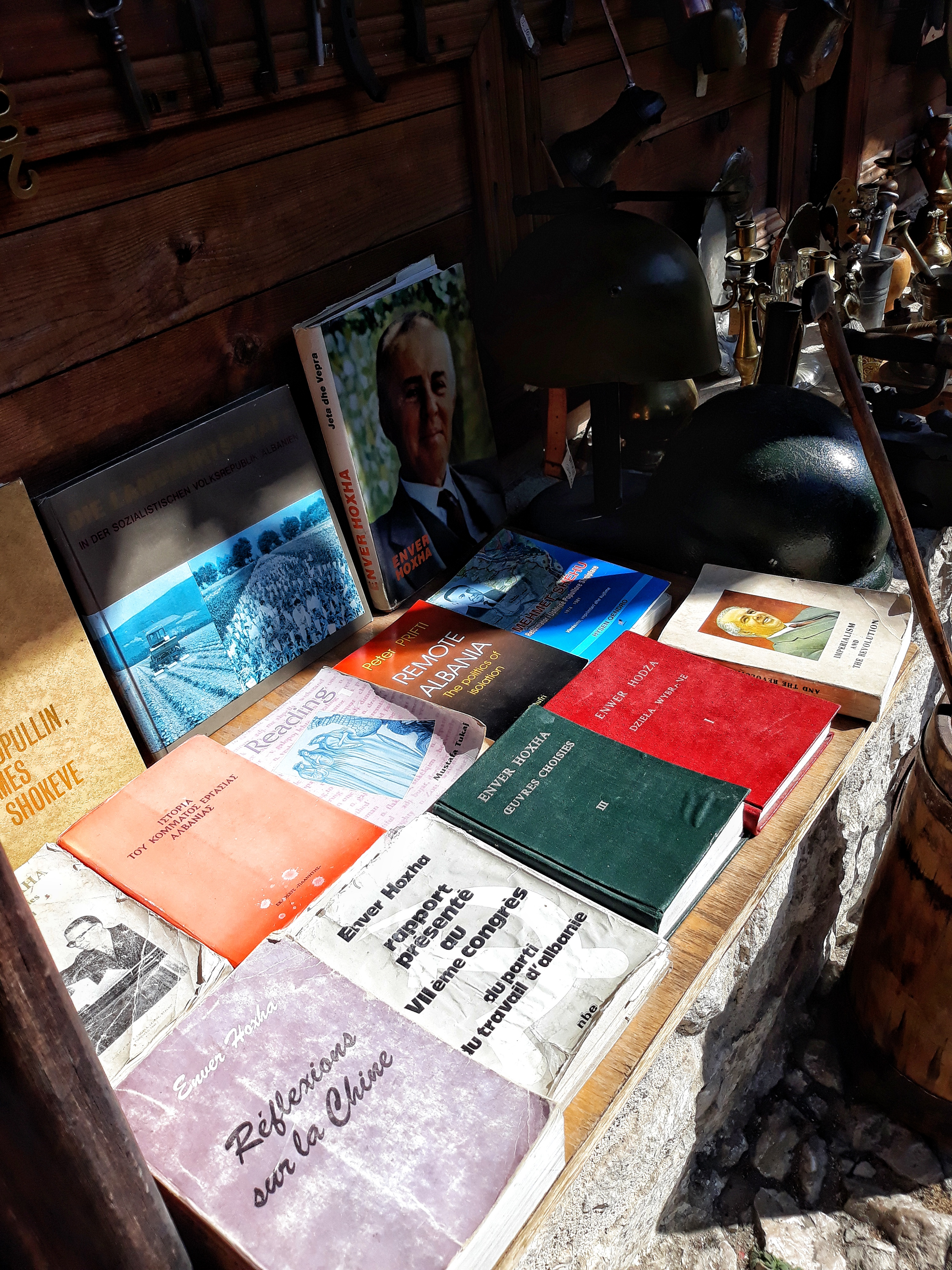
Enver Hoxha művei egy krujai standon 2018-ban
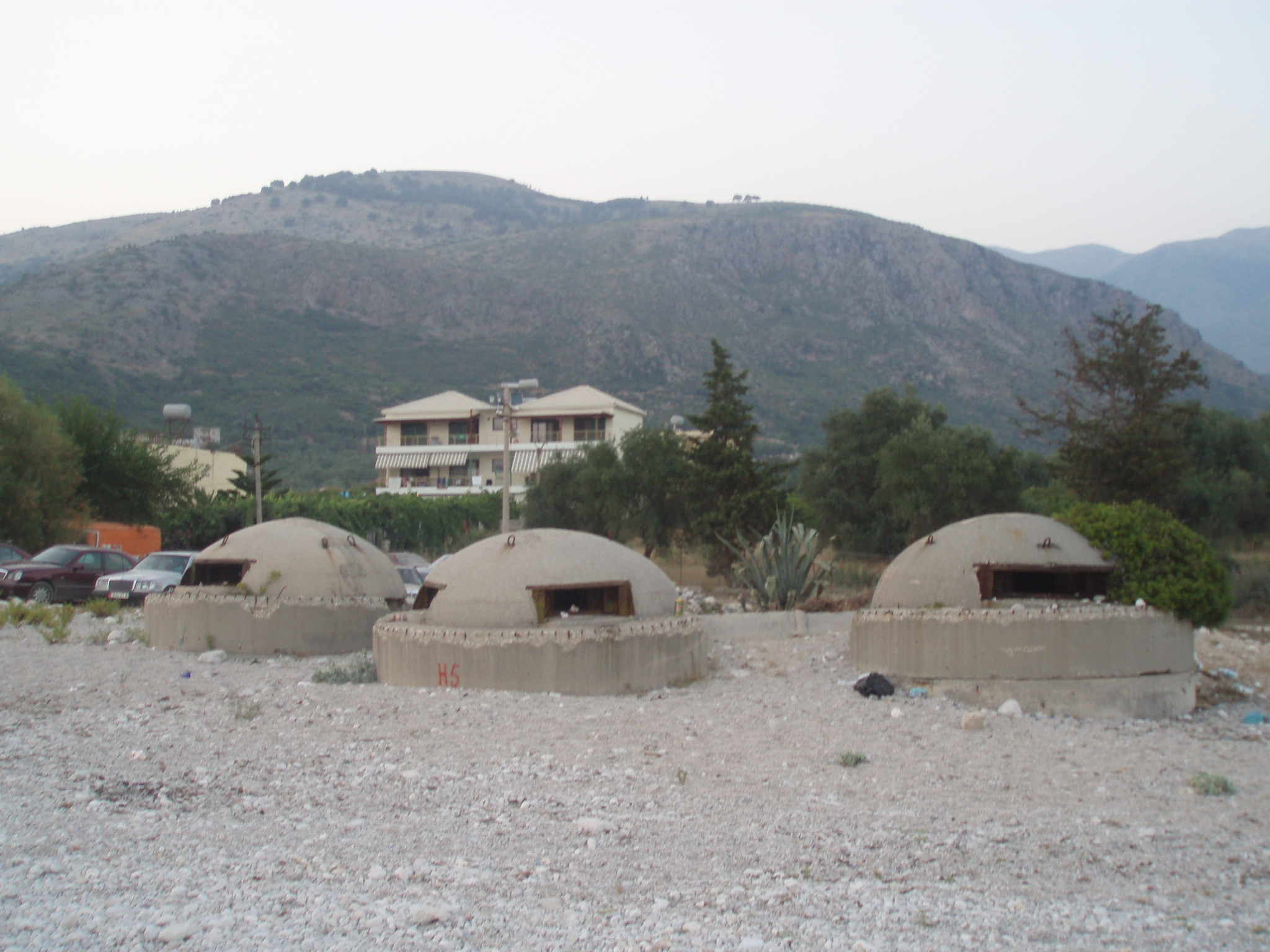
A hoxhaizmus végterméke: bunkerek szerteszét az országban